# Oxalis rigida
Oxalis rigida là một loài thực vật có hoa trong họ Chua me đất. Loài này được (Barnéoud) Lourteig mô tả khoa học đầu tiên năm 1988.